# Cyclolabus robinsoni
Cyclolabus robinsoni är en stekelart som beskrevs av Heinrich 1978. Cyclolabus robinsoni ingår i släktet Cyclolabus och familjen brokparasitsteklar. Inga underarter finns listade i Catalogue of Life.